# Willi Dungl

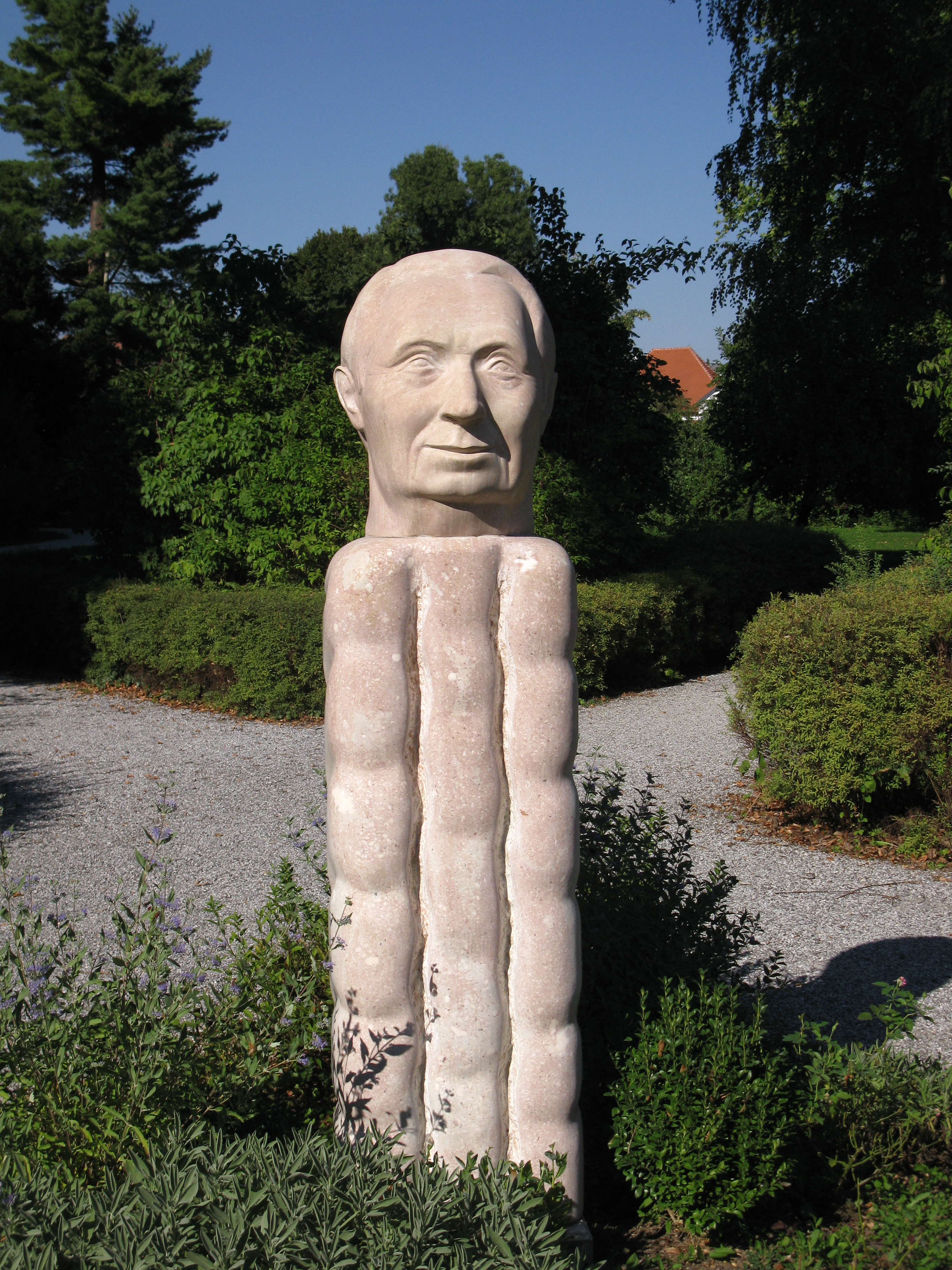
Denkmal Willi Dungl im Kurpark Gars/Kamp

Willi Dungl (* 17. Juli 1937 in Wien; † 1. Mai 2002 in Horn, Niederösterreich) war ein österreichischer Gesundheitsexperte. Er betreute Spitzensportler und gründete das Biotrainingszentrum in Gars am Kamp. Willi Dungl verfasste zahlreiche Bücher zu diesem Thema, die ihm den Beinamen Fitnesspapst einbrachten.

## Karriere
Willi Dungl begann zunächst eine Lehre als Eisengroßhändler und machte sich nach seiner Sanitäts-Unteroffiziersausbildung beim österreichischen Bundesheer 1965 als Masseur selbständig. 1970 wurde er Leiter der Berufsausbildungskurse für Masseure am WIFI in Wien. Zudem gründete er seine eigene Massageschule für gewerbliche und Heilmasseure. Diese bot bereits seit 1969 – lange vor der Änderung des Heilmasseurgesetzes – eine umfangreiche, den heutigen Standards entsprechende Ausbildung. 1973 gründete er in Bad Vöslau ein Gesundheitsinstitut für Spitzensportler.

## Spitzensport

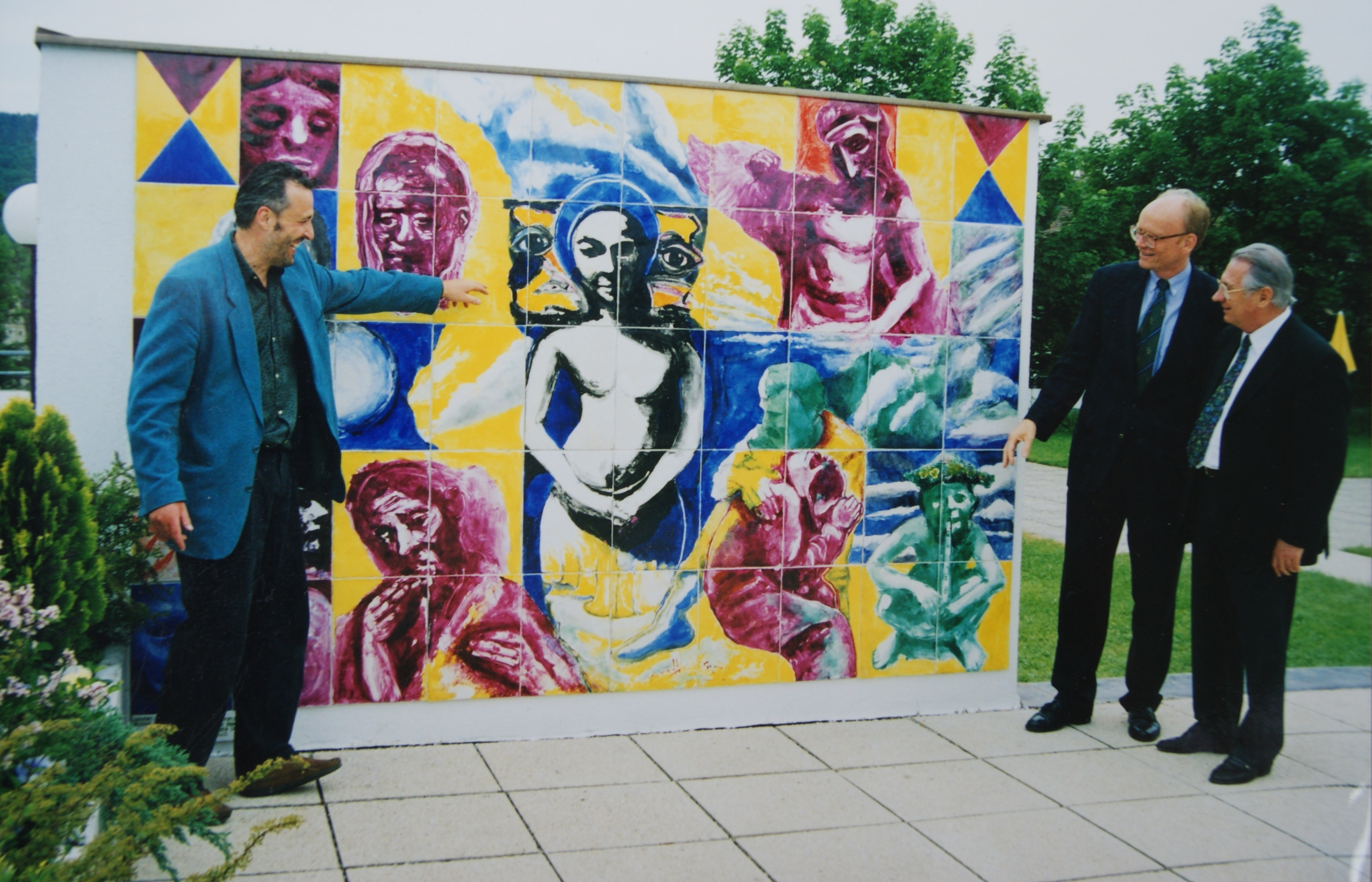
Eröffnung der "Lebensbilder" (1996), Wandbild in Fliesentechnik, Willi Dungl Biotrainings-Zentrum, Gars am Kamp. Helmuth Gräff (links) mit Günter Stummvoll und Willi Dungl

Bei den Olympischen Sommerspielen in München 1972 war er Mitglied des internationalen physikalischen Betreuungsteams. Sein Ansehen als Gesundheitsexperte wuchs, und er betreute zahlreiche Spitzensportler als Fitness-Trainer, wie Niki Lauda, oder im Tennis Steffi Graf, Thomas Muster, aber auch andere Persönlichkeiten wie den früheren Bundespräsidenten Kurt Waldheim. 
1973 bis 1980 war Dungl für die Betreuung österreichischer Nationalteams bei Olympischen Spielen und Weltmeisterschaften verantwortlich. Weit über Österreich hinaus bekannt wurde er vor allem durch die Betreuung von Formel-1-Piloten wie John Watson, Gerhard Berger und Patrick Friesacher. Zusammen mit seinen Töchtern Andrea Zauner-Dungl (* 1961), Claudia Dungl (* 1964) und Schülern betreute er mit Ayrton Senna, Jacques Villeneuve, Mika Häkkinen, Michael Schumacher, Michele Alboreto und Nico Rosberg zeitweise das halbe Starterfeld.

## Unternehmer
1986 gründete Willi Dungl sein Biotrainings-Zentrum in Gars am Kamp, das seit seinem Tod von seiner Tochter bis zur Schließung 2011 weiterbetrieben wurde. 
An diesem Standort eröffnete die VAMED im Sommer 2011 das la pura women's health resort kamptal.
Unter dem Markennamen Willi Dungl werden Tees, Frucht- und Gemüsesäfte, Müslis und Körperpflegeprodukte vertrieben.

## Tod

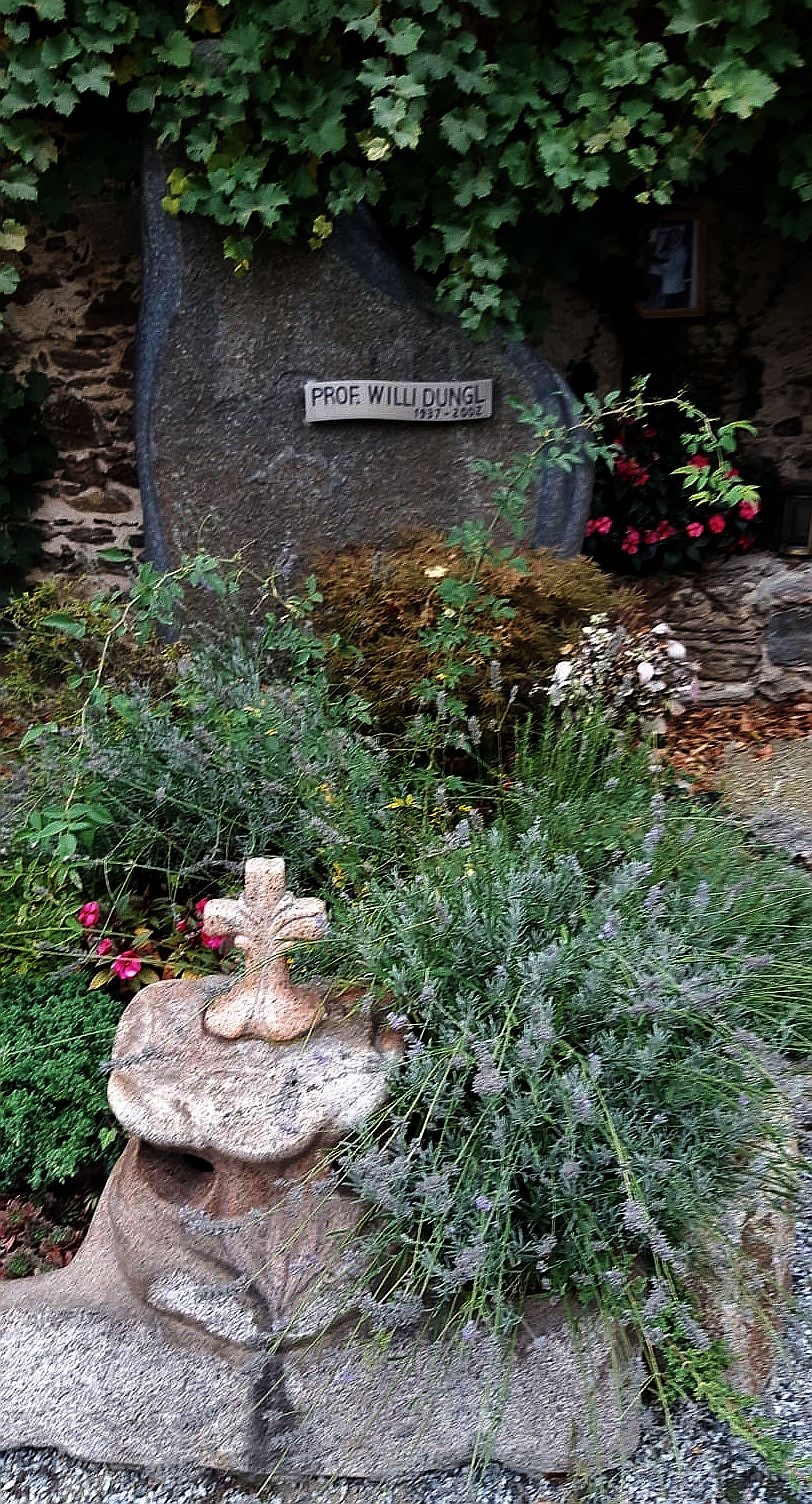
Gars am Kamp, Grab von Willi Dungl

Dungl starb am 1. Mai 2002 in Horn an einem Herzinfarkt und wurde im Familiengrab auf dem Friedhof von Gars am Kamp beigesetzt. Die Trauerfeier im Kurpark von Gars am Kamp wurde vom evangelischen Superintendenten Paul Weiland und dem katholischen Pfarrer Hans Denk geleitet, Landeshauptmann Erwin Pröll und Palmers-Chef Rudolf Humer, ein Freund Dungls, hielten die Trauerreden.

## Ehrungen
1985 wurde Willi Dungl der Berufstitel Professor verliehen.